# 苏尔坦·本·阿卜杜勒-阿齐兹·阿勒沙特
苏尔坦·本·阿卜杜勒-阿齐兹·本·阿卜杜-拉赫曼·本·费萨尔·阿勒沙特亲王殿下（阿拉伯語：صاحب السمو الملكي الأمير سلطان بن عبدالعزيز بن عبد الرحمن بن فيصل آل سعود，1928年1月5日—2011年10月22日），曾任沙特阿拉伯王国王储兼第一副首相、国防航空大臣和军队总监，沙特阿拉伯王国开国君主阿卜杜勒-阿齐兹·本·阿卜杜拉赫曼·本·费萨尔·阿勒沙特（即伊本·沙特）第十三子。
2005年8月阿卜杜拉国王即位后被选为正王储。但苏尔坦因为不幸患上癌症，2011年6月到美國接受治療，於10月22日在纽约医院逝世，享年80岁。2011年10月25日在利雅得举行葬礼。不到8个月后，他的弟弟，2012年6月16日，沙特阿拉伯王国新王储纳伊夫在瑞士日内瓦也逝世，享年77岁。這位新王儲的葬礼于2012年6月17日在沙特阿拉伯麦加大清真寺举行。這二位都沒能擔任國王一職。

## 生平事蹟
1925年12月30日生于利雅得，是前任国王法赫德的胞弟。自幼接受伊斯兰教育和军事训练，年轻时即任皇家卫队司令，1947年任利雅得地区行政长官，1955年任农业大臣，1962年任国防大臣及航空部大臣，1982年起任第二副首相。思想较为开明，与西方国家尤其是美、英、法等关系密切。
子女方面，苏尔坦亲王的长子班达尔·本·苏尔坦·阿勒沙特亲王生于1949年，1983年至2005年任沙烏地阿拉伯驻美国大使；次子为哈立德·本·苏尔坦·阿勒沙特亲王，曾任沙特国防副大臣。